# Franz Loewinson-Lessing

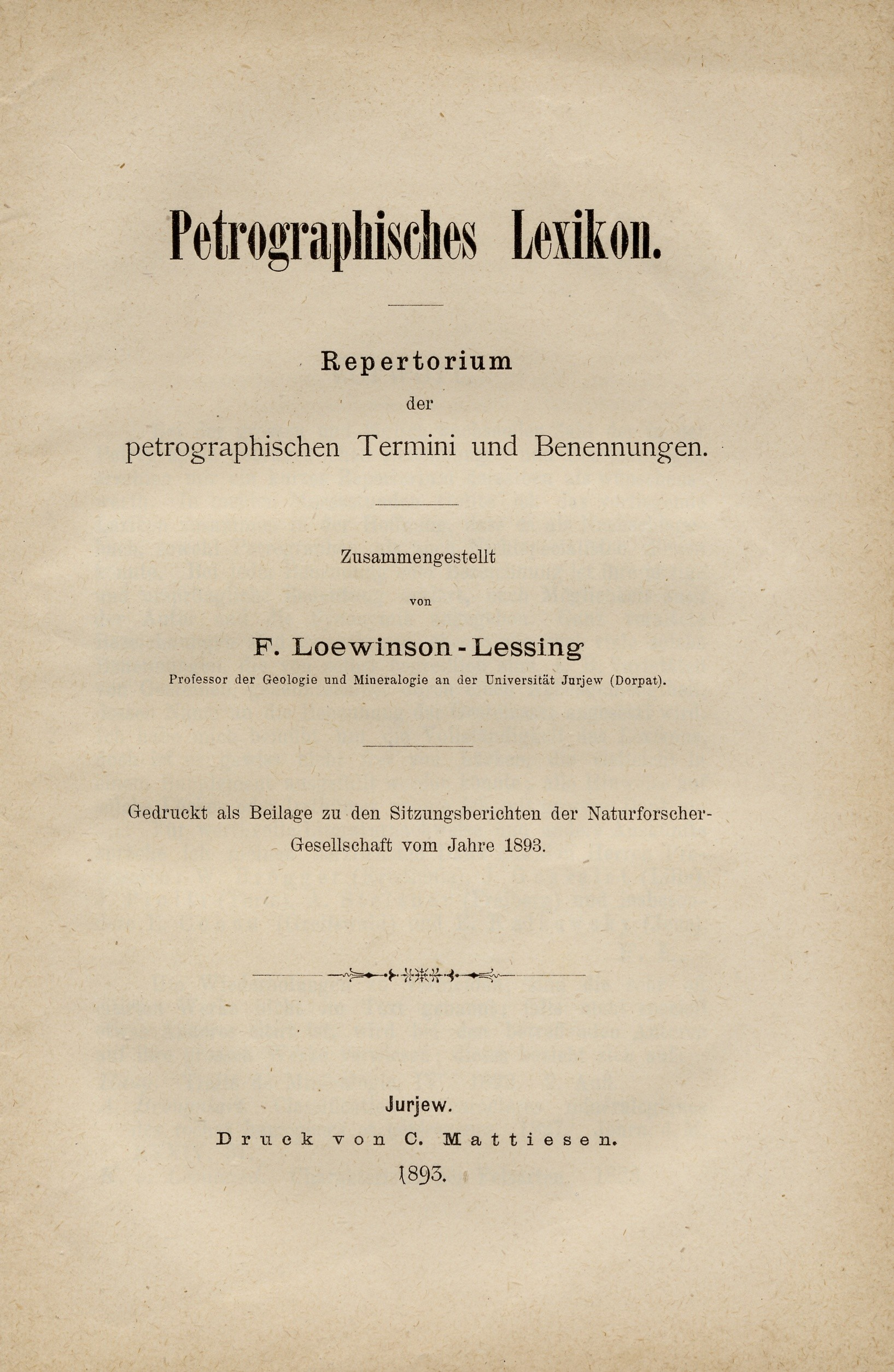
Couverture du lexicon pétrographique, traduit en plusieurs langues.

Franz Loewinson-Lessing, en russe: Франц Юльевич Левинсон-Лессинг), né à Saint-Pétersbourg le 25 février/9 mars 1861 et mort le 25 octobre 1939 à Léningrad, est un géologue et pétrologue russe. Grâce à un certain nombre de publications, il s'est imposé comme un excellent expert de la roche utile russe.

## Carrière scientifique

### Formation
Loewinson-Lessing étudie à l'université impériale de Saint-Pétersbourg dont il est diplômé en 1883. En mai 1898, il défend sa thèse dont l'intitulé est Recherches de pétrographie théorique en rapport avec l'étude des roches ignées du Caucase central. À partir de 1889, il travaille comme privatdozent et en 1892, il reçoit une chaire à l'université de Iouriev. Un an plus tard, il est nommé doyen de la faculté de physique et de mathématiques, poste qu'il occupe jusqu'en 1899.
À partir de 1890, il mène des recherches géologiques le long du projet de ligne de chemin de fer Tiflis-Vladikavkaz. Entre 1892 et 1902, il entreprrend des travaux de recherche pour l'Université de Dorpat. En plus de ses activités de géologue de terrain et de ses obligations à l'université de Dorpat, Loewinson-Lessing publie un lexique pétrographique qui est considéré comme l'un des premiers travaux dans ce secteur. Il est publié comme supplément aux actes de la Société naturaliste en 1893-1895 et est ensuite publié en plusieurs langues. La deuxième édition en russe a été publiée en 1937 conjointement avec E. A. Struve.
En 1899, Loewinson-Lessing étudie le massif du Kazbek dans le Caucase, et en 1901 il mène des explorations géologiques en Ossétie, dans la région de Digora et en  Balkarie. La même année, le rapport sur ce travail est publié en russe et en allemand (version abrégée). D'autres explorations géologiques le conduisent au nord, au centre et au sud de l'Oural, aux monts Mougodjar, dans la steppe kirghize, en Crimée et vers la Transcaucasie. Des explorations géologiques sont également menées dans la région de l'Olonets, dans le gouvernement de Nijni Novgorod et dans le gouvernement de Poltava.

### Carrière à Saint-Pétersbourg
À l'instigation du ministère russe des finances, il est nommé le 17 mai 1902 professeur ordinaire à l'Institut polytechnique de Saint-Pétersbourg. Il y enseigne de 1902 à 1930 comme professeur et occupe la chaire de géologie. À ce titre, il donne des conférences sur la géologie et la minéralogie, également aux Cours supérieurs féminins, ainsi que dans les cours de sciences naturelles de l'Académie pédagogique, au 2e Institut pédagogique et à l'Institut forestier.

À l'Institut polytechnique, il fonde le premier laboratoire de pétrographie expérimentale en Russie. De 1907 à 1910, il est doyen du département de métallurgie.
En 1914, Loewinson-Lessing est nommé membre correspondant de l'Académie des sciences de Russie.

### Révolution d'Octobre et guerre civile
Pendant la période extrêmement difficile de la guerre civile, Loewinson-Lessing est recteur de l'Institut polytechnique de Pétrograd (20 mars 1919 au 5 novembre 1919). Durant son mandat, il doit défendre la viabilité de son institut face à un groupe révolutionnaire interne. Pendant ce temps, il est membre dirigeant de la Commission pour la recherche des forces productives naturelles (Комиссия по изучению естественных производительных сил; devenue en 1930 le Conseil pour la recherche des forces productives) pour sécuriser et reprendre d'importants instituts d'autres installations de recherche géoscientifique.
Lorsque Loewinson-Lessing revient à l'institut après un voyage d'études le 1er octobre 1919, il est arrêté par des membres de la Tchéka. Le lendemain, sept professeurs éminents de son institution, dont trois anciens recteurs, signent un mémorandum pour sa libération, qui est finalement accordée.
Après 1920, il réalise des travaux dans le domaine de la pierres de construction et pour le projet de création d'un musée de la pierre de construction. Dans ce projet de musée, Loewinson-Lessing réunit de nombreux géologues soviétiques importants. Il est considéré comme l'un des experts russes puis soviétiques les plus importants dans le domaine des pierres de construction et de décoration.

### Travaux en Union soviétique
Son travail largement reconnu a conduit à sa nomination en tant que membre à part entière de l'Académie des sciences en 1925.
Entre 1927 et 1929, Loewinson-Lessing dirige l'Institut pour la science du sol Vassili Dokoutchaïev, fondé le 2 avril 1927. En tant que successeur, il reprend les tâches du directeur, Constantin Glinka.
De 1930 jusqu'à peu de temps avant sa mort, Loewinson-Lessing travaille à l'Institut pétrographique de l'Académie des sciences. Pendant ce temps, il dirige les succursales de l'Académie en Arménie et en Azerbaïdjan. En outre, à son initiative, une station vulcanologique est établie au Kamtchatka, où sa disciple Sofia Naboko opère pendant de longues années; il a présidé la Commission pour l'étude complexe de la mer Caspienne.

## Hommages et membre de sociétés savantes
- 1925 Membre de l'Académie des sciences d'URSS (AH CCCP);

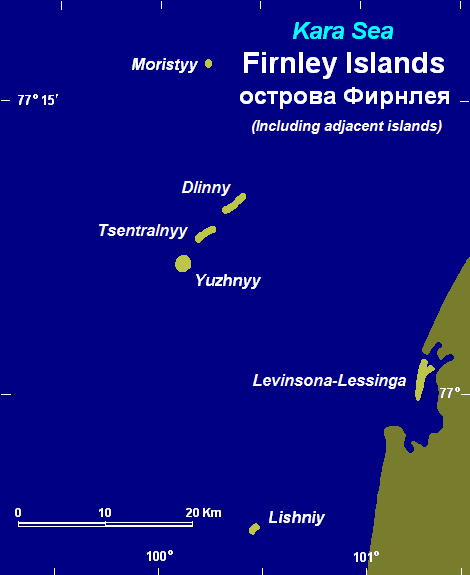
L'île Loewinson-Lessing dans la mer de Kara.

- Membre de la Société internationale des sciences du sol;
- Membre de la Geological Society of London;
- Membre de la Société géologique de Belgique;
- Membre d'honneur de la Geological Society of America;
- Une île est nommée en son honneur dans la partie orientale de la mer de Kara dans une baie de la presqu'île de Taïmyr, près des îles Fearnley[4];
- Un lac est nommé en son honneur sur la presqu'île de Taïmyr;
- Un minéral, la lessingite, est nommé en son honneur par V. A. Silberminz en 1929[5],[6].

## Quelques publications
- Die Variolite von Jalguba im Gouv. Olonez. („T. M. P. M.“, 1884, VI)
- Die Olonezer Diabasformation. (Olonezkaja diabasowaja formazija), Saint-Pétersbourg, Trudy S.-Peterb. Obshch. Estestvoisp., vol. XIX, Otd. Geol. i Mineral., 1888
- Les ammonées de la zone à Sporadoceras münsteri dans les Monts Gouberlinskya Gory (gouv. d’Orenbourg), Oural méridional. Extract Mém. Soc. Belge Géol. Paléont. & Hydro. VI, 1892
- Petrographisches Lexikon. Repertorium der petrographischen Termini und Benennungen. Jurjew [Dorpat] 1893–1895 (version numérisée sur le portail de l'université de Tartu)
- Tables for the Determination of the Rock Forming Minerals, 1893
- Catalogue de la Collection de Météorites de l'Université Impériale de Jourieff (Dorpat). Supplement in: Ученые записки Императорского Юрьевского университета [Utschenije sapiski Imperatorskogo Jurjewskogo uniwersiteta] – Acta et Commentationes Imp. Universitatis Jurievensis (Olim Dorpatensis). Jhrg. 5, Nr. 2, 1897, 18 S.
- Ein Wort über die Corrélation der Transgressionen und über Restaurierungskarten, in: Compte-rendu du VII Congrès Géol. Intern., 1897
- Petrographisches Lexikon. Supplement. Supplement in: Ученые записки Императорского Юрьевского университета [Utschenije sapiski Imperatorskogo Jurjewskogo uniwersiteta] – Acta et Commentationes Imp. Universitatis Jurievensis (Olim Dorpatensis). Jhrg. 6, Nr. 5, 1898, 96 S. (version numérisée sur le portail de l'université de Tartu)
- Geologische Skizze der Besitzung Jushno-Saosersk und des Berges Deneshkin Kamen im nördlichen Ural. 1900
- Geologische Untersuchungen im Bereich des Massivs und der Ausläufer des Kasbek, ausgeführt im Sommer 1899. In: Mat. z. Geol.Russl. XXI, 1901
- avec E. Jeremina: Beiträge zur Petrographie der Mugodjawen. Saint-Pétersbourg, 1905
- Petrographische Untersuchungen im Centralen Kaukasus (Digorien und Balkarien). Saint-Pétersburg, 1905, in: Verh. d. Kaiserl. Russ. Mineralog. Gesellschaft. vol. XLII, livr. 2
- Ueber das Auftreten von Untercarbon in den Guberlinskischen Bergen/südl. Ural. In: Centralblatt f. Mineral. Geol. u. Pall.Ihg. Stuttgart, 1906
- F. Loewinson-Lessing (réd.): Kamennyje stroitelnyje materialyj. Pétrograd, 1923
- F. J. Loewinson-Lessing / E. A. Struve: Petrografitscheski Slovar. Moscou, 1937

## Famille
Il épouse le 29 avril 1892 à l'église des Saints-Apôtres-Pierre-et-Paul de l'université impériale de Saint-Pétersbourg Varvara Ippolitovna Tarnovskaïa. Les témoins du marié sont le lieutenant de l'Académie de l'état-major général, Sergueï Nikolaïevitch Serguievski et le fonctionnaire du ministère des Affaires étrangères Robert Frantzévitch von Hartmann; ceux de la mariée sont: le secrétaire de province Vladimir Pavlovich Zourov et le conseiller titulaire Vassili Alexeïevitch Koptev. Elle est la fille du gynécologue-accoucheur Ippolite Mikhaïlovitch Tarnovski (1833-1899), conseiller secret dans la Table des Rangs, et de son épouse Varvara Pavlovna née Zourova (1844-1913), pédagogue. Varvara Ippolitovna est la nièce du vénérologue Beniamine Mikhaïlovitch Tarnovski et la petite-fille du lieutenant-général Pavel Antiokhovitch Zourov (mort en 1870), frère du sénateur Ellidiphore Antiokhovitch Zourov.
Leur fils, Vladimir Frantzévitch Loewinson-Lessing (1893-1972), est un historien d'art soviétique, conservateur, professeur, auteur des livres Snyders et la nature morte flamande («Снейдерс и фламандский натюрморт», 1926) et Histoire de la collection de tableaux de l'Ermitage  («История картинной галереи Эрмитажа, (1764-1917)», 1986). C'est l'un de ceux qui furent chargés de l'évacuation à Sverdlovsk des collections de l'Ermitage, au début de la Grande Guerre patriotique.

## Bibliographie

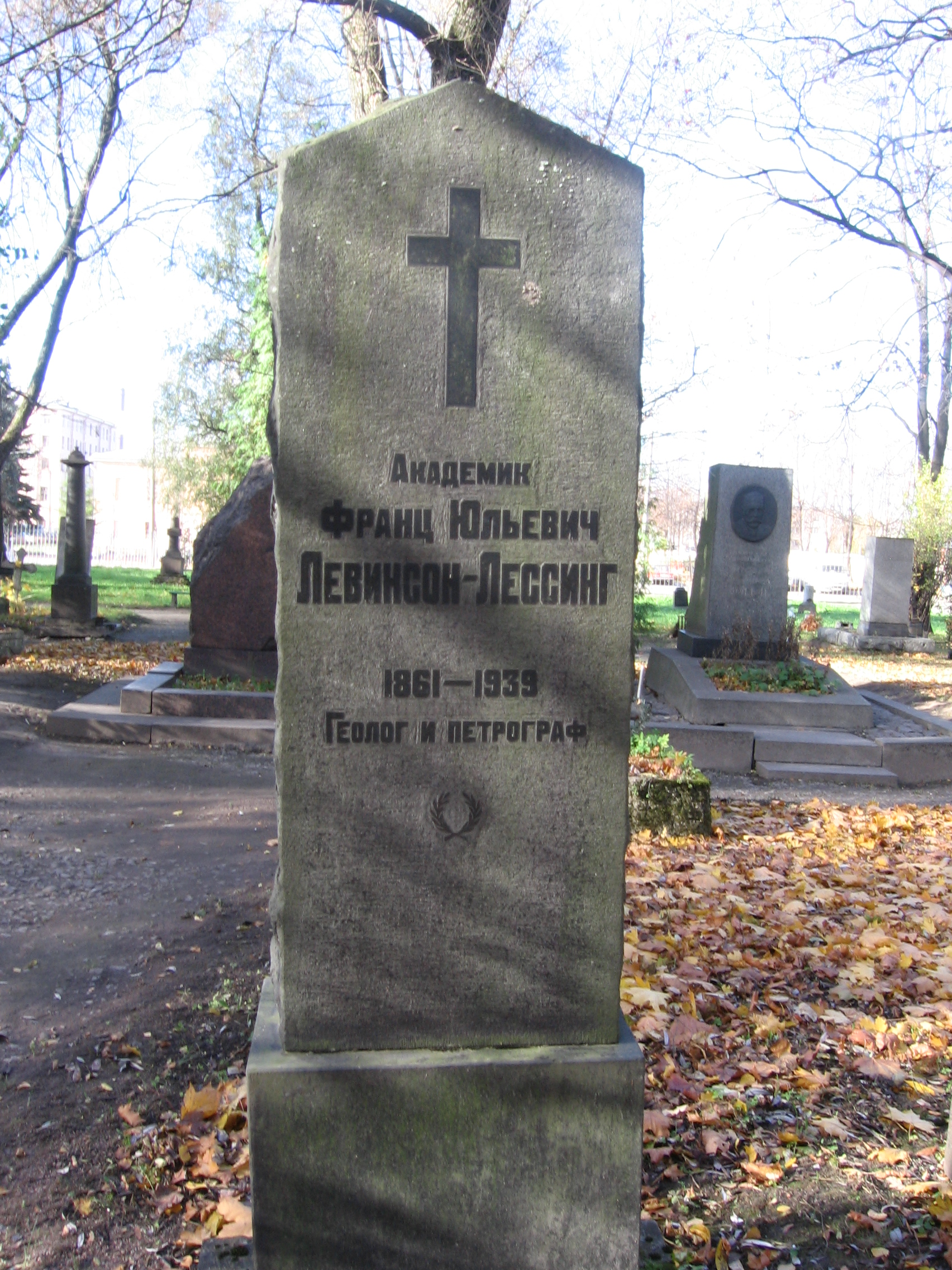
Sépulture de Loewinson-Lessing.